# Facundo Curuchet
Facundo Nicolás Curuchet (Gualeguaychú, 21 febbraio 1990) è un calciatore argentino, attaccante svincolato.

## Carriera
Ha giocato nella prima divisione dei campionati argentino e peruviano.